# Гондола аеростата

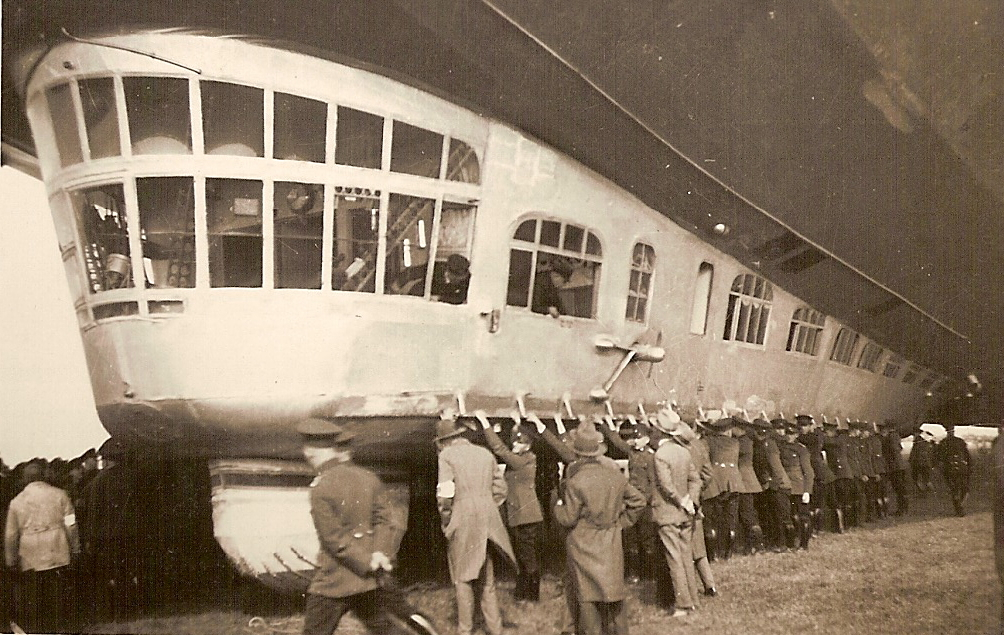
Гондола. LZ 127 «Граф Цепелін»

Гондола аеростата або стратосферного аеростата — кабіна керування аеростата, в якій перебуває екіпаж, пасажири або керувальні пристрої аеростата (стратостата).
Залежно від умов польоту, може бути простим кошиком або повністю герметичною капсулою на зразок батискафа.

## Історія
Намагання людства підкорити «п'ятий океан» спонукали винаходити пристрої для повітроплавання. Так з'явилися повітряні кулі, аеростати та дирижаблі, а пізніше літаки та інші літальні апарати.
На некерованих аеростатах для розміщення пілотів, пасажирів, інструментів, баласту, двигуна та приладів керування використовують гондолу. Пізніше ця назва закріпилася і в авіабудуванні як елемент конструкції літака.

## Опис
Гондола аеростата має надійно захищати екіпаж від смертельних для людини умов стратосфери — низького тиску повітря та низької (до −70 °C) температури. Оболонка гондоли повинна витримувати значний внутрішній тиск, її виготовляють із легких металів, таких як алюміній, і зазвичай вона має сферичну форму. Як правило, політ триває протягом багатьох годин, і екіпажу необхідна система регенерації повітря, подібна до застосовуваної в підводних човнах і космічних кораблях. Для поглинання вуглекислого газу може застосовуватися гідроксид літію, для поповнення запасів кисню — балони зі стиснутим, а в післявоєнних польотах також з рідким киснем.

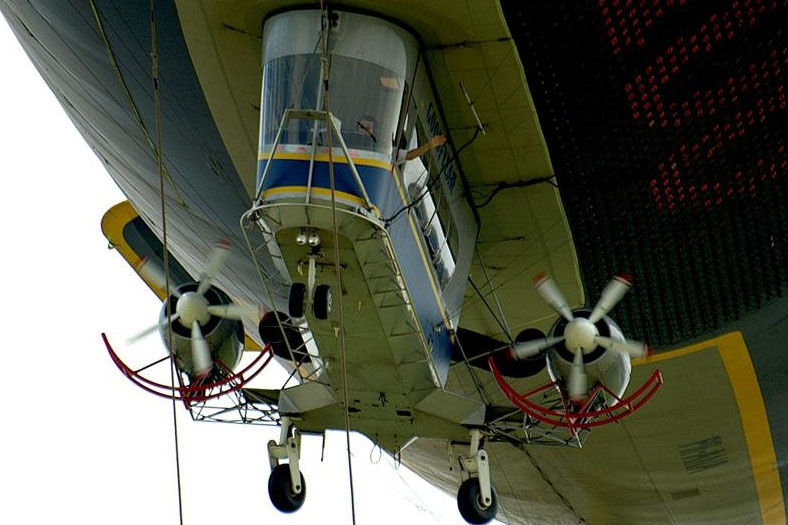
Мотогондола

Система терморегуляції слугує для підтримки в гондолі комфортної температури. Оригінальну систему застосував у стратостаті FNRS-1 Огюст Піккар: гондола була пофарбована з одного боку в білий, а з іншого — в чорний колір, що при повертанні до Сонця відповідним боком призводило до нагрівання або остигання гондоли. Однак у перших польотах пристрій повертання гондоли не працював, що викликало одного разу перегрів, вдруге — сильне охолодження повітря в гондолі. У пізніших польотах використовували відносно надійну електричну систему терморегуляції.
Герметична гондола ускладнює безпосереднє скидання баласту, яким оснащують стратостат для регулювання швидкості піднімання й опускання. В FNRS-1 для цього застосовано спеціальну лійку, через яку можна було скидати дріб без розгерметизації. У пізніших польотах застосовували електромагнітну систему скидання баласту, подібну до застосовуваних у батискафах.